# Gil Eanes (escultor)
Gil Eanes (século XV) foi um escultor português do período gótico.

## Biografia / Obra
Formado na estética flamejante do Mosteiro da Batalha, Gil Eanes foi um dos principais escultores desse mosteiro (embora das imagens que aí se conservam nenhuma se possa aproximar claramente das que hoje lhe são atribuídas). Entre as obras de sua autoria podem nomear-se os seguintes exemplos: Nossa Senhora com o Menino, c. 1447 (Igreja de Santa Maria de Mourão, Tentúgal); São Miguel, c. 1430-1440, 140 x 52 x 32,5 cm (proveniente da Igreja de São Miguel do Castelo, Montemor-o-Velho; hoje no Museu Nacional de Machado de Castro, Coimbra); Monumento funerário de D. Duarte de Meneses, c. 1465, Museu Arqueológico de S. João de Alporão, Santarém. É-lhe ainda atribuída uma imagem da Virgem com o Menino, Museu Nacional de Arte Antiga, Lisboa.
A dimensão, a desproporção entre as pernas e o tronco e o movimento amaneirado da figura de São Miguel (MNMC), animados por detalhes decorativos sofisticados como o diadema, cinto e orlas imitando os têxteis da época, são características que identificam o autor. "Proveniente da Igreja de S. Miguel de Montemor-o-Velho, esta imagem é possivelmente encomenda do Infante D. Pedro, conhecido devoto de S. Miguel. Trespassando o dragão e pesando as almas, dois temas sintetizados numa só figuração – traço característico da tradição iconográfica portuguesa de finais do séc. XIV e inícios do XV, o Arcanjo, denominado victoriosus, é objeto de um prolongado e fervoroso culto, durante toda a Idade Média".

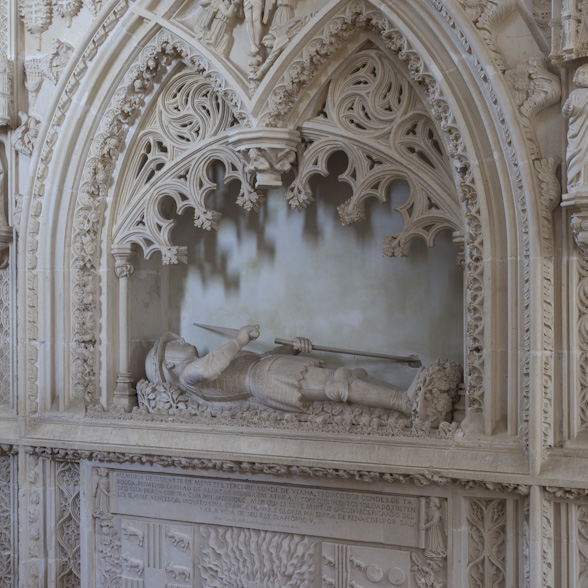
Monumento funerário de D. Duarte de Meneses, c. 1465, Museu Arqueológico de S. João de Alporão
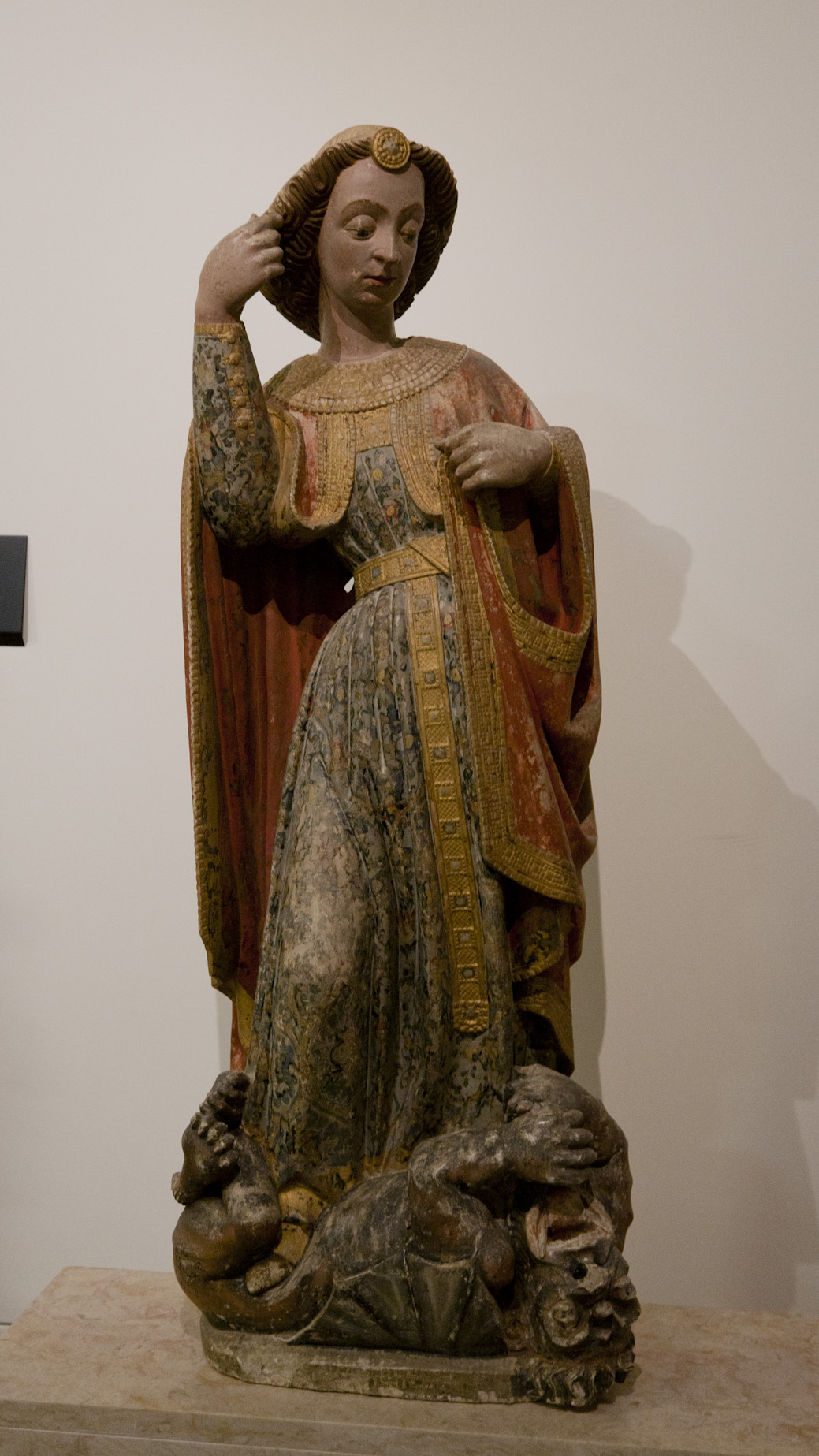
São Miguel, MNMC
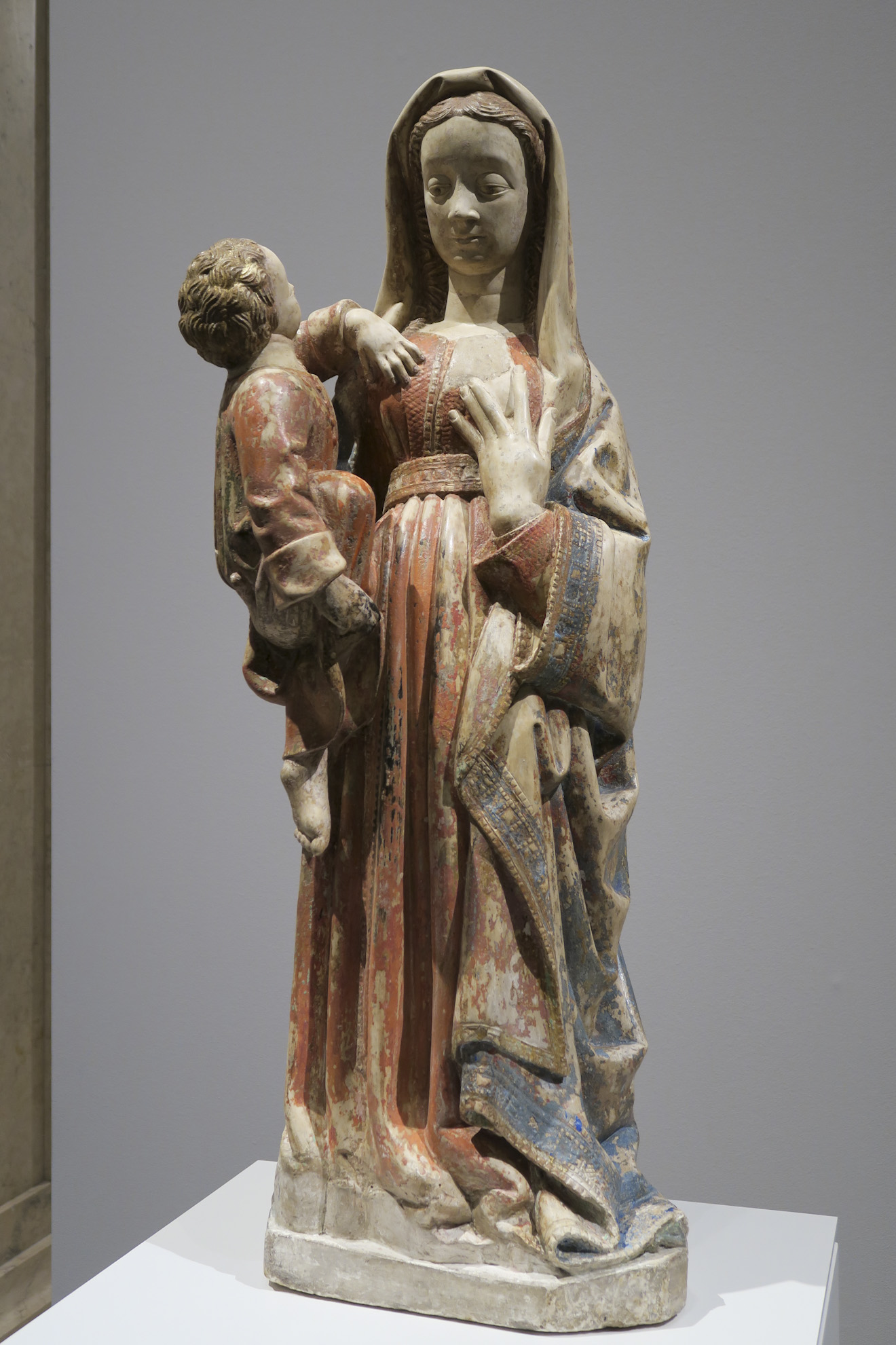
Virgem com o Menino, 1450-1475, MNAA
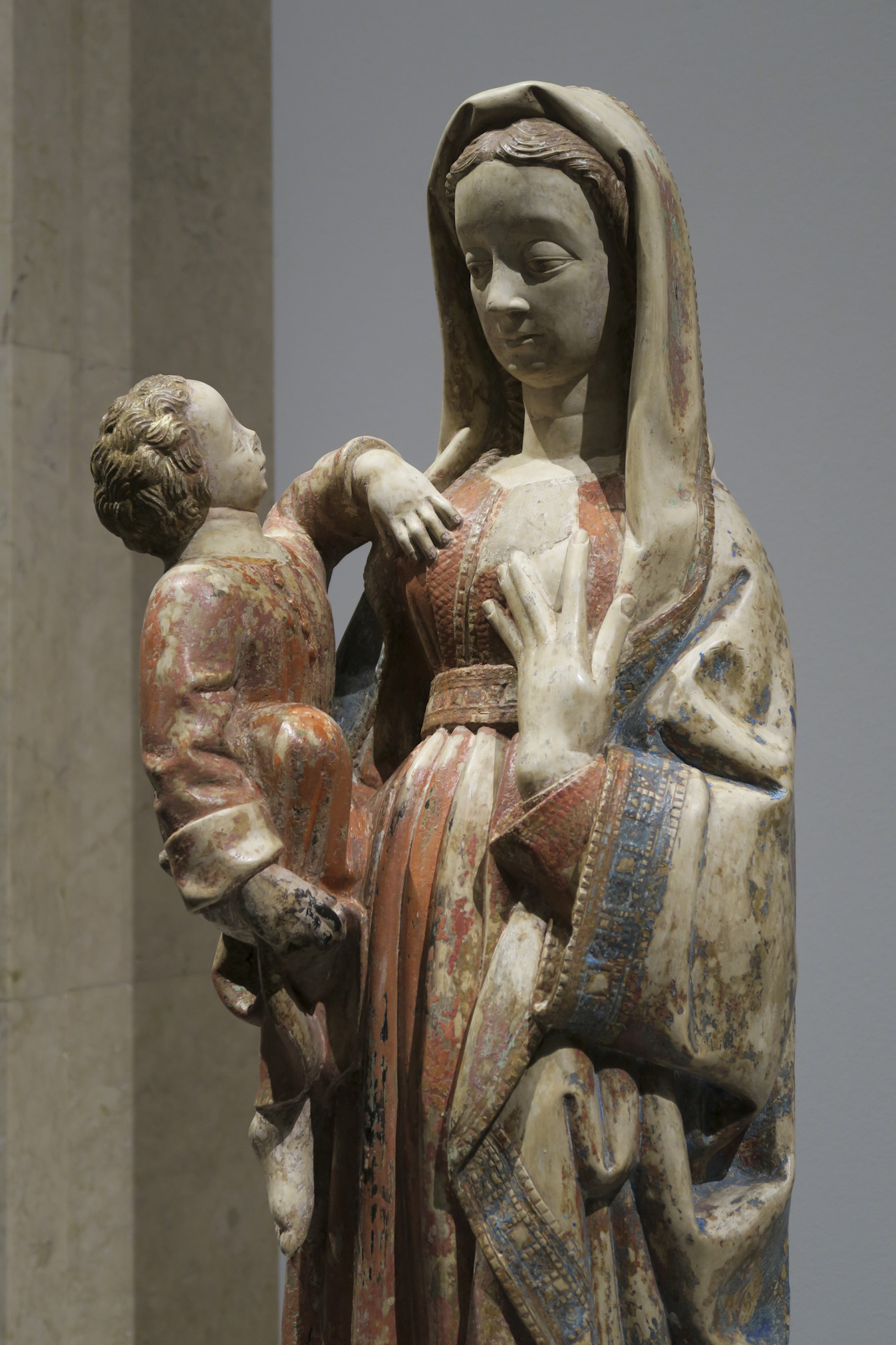
Virgem com o Menino, 1450-1475, MNAA